# Aero GPX
Aero GPX es un videojuego de carreras desarrollado y publicado por Aaron McDevitt para Microsoft Windows. Fue lanzado el 6 de agosto de 2024.

## Jugabilidad
Aero GPX es un juego de carreras antigravedad que se centra en la alta velocidad, el vuelo, el combate entre máquinas y controles sensibles que son fáciles de aprender pero difíciles de dominar. Hay 30 máquinas en el circuito para cada carrera. Los pilotos luchan por la mejor posición posible con altas velocidades, maniobras arriesgadas y ataques viscerales. Si bien Aero GPX está inspirado en clásicos del género, también tiene algunos giros propios para sentirlo como una nueva experiencia con toques de nostalgia.

## Desarrollo
Su creador, con 15 años de experiencia en mods y proyectos en ratos libres, dice fijarse en F-Zero X y F-Zero GX, aunque también cita la influencia de Wave Race 64 y Kirby Air Ride.